# Jane Wilde
Pour les articles homonymes, voir Wilde.
Jane Francesca Agnez Elgee, connue sous le nom de Jane Wilde ou « Speranza » née le 27 décembre 1821 à Wexford et morte le 3 février 1896 à Londres est une poétesse irlandaise, une traductrice et une militante de la cause nationale irlandaise. Oscar Wilde est son fils.

## Biographie

### Origines

#### Origines fantaisistes
D'après le livre des visiteurs de Cavers Manse qu'elle signe le 24 août 1847, son nom complet est « Jane Francesca Agnez Elgee ».
Jane Elgee donne plusieurs dates de naissance dans le but de se rajeunir. Lors du recensement de 1891, elle déclare avoir 68 ans, ce qui la ferait naître en 1823. Elle donne aussi la date de 1826. Dans les deux cas, la date n'est pas la bonne puisque son père est déclaré mort en 1825. La date la plus fiable, et celle reconnue par les historiens, est celle avec laquelle elle s'inscrit à une demande de bourse au Royal Literary Fund : le 27 décembre 1821.
Elle prétend que le nom de famille « Elgee » est l'anglicisation du nom d'un italien arrivé en Irlande au XVIe siècle « Algiati ». Il semble que ce soit une invention de Jane Elgee qui souhaite alors se créer une parenté avec Dante Alighieri. Certainement pour la même raison, elle se choisit comme pseudo « Speranza », espoir en italien. Elle cultive cette filiation auprès de Henry Wasworth Longfellow, le traducteur en anglais de Dante. Elle lit un jour un extrait de « The White Car » du poète américain et demande à une connaissance à Boston de lui envoyer une copie. Grâce à celui-ci, Jane Elgee reçoit le poème ainsi qu'une lettre de Longfellow, avec qui elle débute une correspondance. À l'occasion du soixante-dixième anniversaire de Longfellow en 1877, elle écrit le poème « Ave Caesar », publié par The Philadelphia Press.

#### Origines avérées
Son arrière-grand-père Charles Elgee est un maçon du comté de Durham qui émigre avec son frère William pendant le boom de la construction irlandaise dans les années 1730 à Dundalk, dans le comté de Louth. William est un charpentier qui participe à la construction du County Court House de Dundalk et probablement le Market Place.
John Elgee est le huitième enfant de Charles Elgee et de sa femme Alice. Il fait ses études à Trinity College de Dublin où il décroche une bourse. Il devient recteur de Wexford. En décembre 1782 il épouse Jane Waddy. John Elgee manque de mourir durant l'insurrection de 1798. Sa maison est occupée par une bande de piquiers locaux assoiffés de sang. Il est épargné grâce à la gratitude d'un ancien prisonnier envers qui il a fait preuve de bienveillance dans son rôle d'inspecteur de la prison locale,. En 1802 il est maire de Wexford et en 1804 archidiacre de Leighlinbridge. Ils ont entre autres pour enfants : leur fils aîné Charles né en 1783, John Elgee, Jane Elgee épouse de Robert McClure et mère de Sir Robert John le Mesurier McClure, et le révérend Richard Waddy Elgee.
Charles Elgee est notaire et travaille dans les locaux du 8, Essex Bridge, à Dublin. Il épouse le 23 décembre 1809 Sarah Kingsbury à l'église Saint-Iberius, North Main Street à Wexford. La cérémonie est célébrée par le frère de Charles, le révérend Richard Waddy Elgee. Le grand-père de Sarah, le Dr Thomas Kingsbury, est président du Royal College of Physicians et un ami proche du doyen Jonathan Swift. Son père, également un Thomas Kingsbury, est vicaire de Kildare et commissaire aux faillites. Son frère Thomas est archidiacre de Killala dans le comté de Mayo, sa sœur Elizabeth épouse le baron Sir Charles Montague Ormsby, député de Carlow entre 1801 et 1806, et sa sœur Henrietta est une chanteuse, amie d'Angelica Catalini, qui épouse le romancier et dramaturge Charles Maturin. Jane Elgee admire beaucoup son oncle Charles Maturin, et possède plus tard un buste de ce dernier dans sa maison au 1, Merrion Square. Son fils Oscar hérite de la même admiration puisqu'après sa sortie de prison, il choisit de se faire appeler « Sebastian Melmoth » pour le personnage du roman Melmoth the Wanderer, qui lui inspire également The Picture of Dorian Gray.
Jane Elgee revendique une prétention ténue à une part de la succession de son cousin Sir Robert John le Mesurier McClure. Il réfute et confirme que la succession a été partagée également entre 17 demandeurs.

### Premières années
Charles Elgee et Sarah Kingsbury ont quatre enfants : Emily Thomasine en 1811, John en 1812, Francis en 1815 qui meurt très rapidement, et Jane en 1821. Charles connait de graves difficultés financières. Dans un registre des actes du 11 novembre 1814, Charles reçoit £130 de l'héritage de Sarah, avec une clause dans laquelle il s'engage à ne pas toucher aux biens de sa femme s'ils tentent de se séparer. La famille déménage souvent. Lorsque leur dernier enfant, Jane, naît en 1821, la famille habite Wexford. Sarah Kingsbury élève seule ses enfants à la suite du départ de son époux. La dernière mention de Charles Elgee est publiée le 4 février 1825 dans un article de la rubrique nécrologique du Freeman’s Journal : « Le 13 août dernier, à Bangalore, dans les Indes orientales, Charles Elgee, fils aîné de feu le vénérable archidiacre Elgee, de Wexford ». Il semble que Charles Elgee soit lié à la Compagnie britannique des Indes orientales.
En 1828, John Kingsbury Elgee entre à Trinity College à Dublin, mais il ne poursuit pas ses études jusqu'au diplôme en raison de « difficultés domestiques ». Il épouse Matilde Duff, de dix ans son aînée, avec qui il a une fille en 1830 appelée Eliza. Ils émigrent en Louisiane, où il mène une grande carrière d'avocat et s'investit dans le camp confédéré. Il meurt en 1864. Il met sur son testament sa sœur Emily et sa vieille nourrice Bolger de Wexford. L'absence de Jane Elgee du testament ne témoigne pas forcément de l'inimitié de John à son égard : Jane Elgee est à l'époque mariée à un homme prospère, alors qu'Emily est veuve. Jane Elgee prend le deuil de son frère et s'habille en noir, couleur qu'elle déteste pourtant car elle la considère « disgracieuse et malséante à tout le monde ».
Emily Thomasine épouse le capitaine Samuel Warren du 65ème régiment. Il est vice-maître général de la Jamaïque en 1842. Elle suit son époux à l'étranger et trois de leurs quatre enfants naissent dans les Antilles britanniques. Emily meurt à Brighton le 9 novembre 1881. En 1843, Jane Elgee et sa mère Sarah sont locataires au-dessus d'un magasin de cire et de suif au 34, Leeson Street. Samuel Warren propose que Jane « la rebelle » et Sarah emménagent chez eux, mais elles restent à Dublin. Emily désapprouve les tendances nationalistes de Jane, ce qui amuse beaucoup Jane Elgee et son fils Oscar.
L'éducation de Jane Elgee est quelque peu hasardeuse. Elle est laissée à elle-même et profite de son temps libre pour apprendre le plus possible. Dans une interview donnée au Hearth and Home Magazine, elle déclare : « J'ai toujours aimé l'étude et les livres. Ce que je préférais, c'était les langues. Je réussis à maîtriser 10 des langues européennes. Jusqu'à mes 18 ans, je n'ai jamais rien écrit. Tout mon temps était consacré à l'étude ».

### Militantisme politique

#### Collaboration au journal nationalisteThe Nation

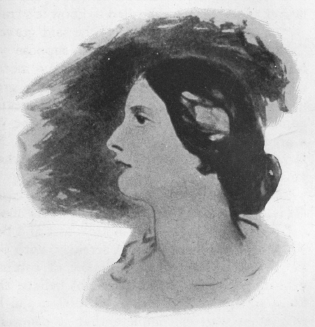
Illustration du chapitre 18 du livre Oscar Wilde, His Life and Confessions, par Frank Harris.

Celle qui deviendra « la plus ardente et le plus impétueuse des nationalistes » est encore « tout à fait indifférente au mouvement nationaliste » : « La nationalité a certainement été le premier éveil de génie en moi, et a provoqué les sentiments les plus forts de ma vie intellectuelle ». L'homme politique Daniel O'Connell, le « Libérateur », souhaite une alliance avec le mouvement whig. Selon lui, la clé de l'autonomie est le renforcement d'un sentiment fier et non sectaire de fraternité nationale entre les Irlandais, catholiques et protestants. Ainsi naît le mouvement Young Ireland, dont trois membres fondent le journal hebdomadaire The Nation, qui fait la promotion de l'histoire et de la culture de l'Irlande : Thomas Osborne Davis, John Blake Dillon et Charles Gavan Duffy[réf. souhaitée].
L'intérêt de Jane Elgee pour le nationalisme date de l'enterrement de Thomas Davis, mort à l'âge de 30 ans de la scarlatine en septembre 1845. Yeats, dans son discours commémorant le centième anniversaire de la naissance de Davis en 1914, rappelle l'anecdote selon laquelle Jane Elgee, au milieu de la procession des funérailles, prend conscience de l'injustice que subit l'Irlande et décide de prendre sa part au combat. Oscar Wilde raconte cette anecdote à la diaspora irlandaise de San Francisco lors de sa tournée de conférences en Amérique, en 1882. Par coïncidence, le Dr William Wilde est aussi présent aux funérailles de Davis en sa qualité de membre de la Royal Irish Academy. Des années plus tard, il est invité à diriger un comité formé pour commémorer Davis, et c'est lui qui commande la figure en marbre de Davis au sculpteur John Hogan qui se trouve au City Hall de Dublin. Jane Elgee décide de lire le volume mensuel en shilling de The Library of Ireland, publication sœur de The Nation, l'ouvrage The Spirit of the Nation publié en 1845 : une collection de ballades et de chansons par des contributeurs de The Nation. Elle écrit plus tard au sujet de Davis : il est « l'incarnation d'un génie passionné - le plus puissant des poètes, le plus brillant des essayistes ».
Jane Elgee, touchée par le message de réconciliation entre protestants et catholiques et le plaidoyer pour une éducation non laïque pour tous de Davis, répond à l'appel à contribution du journal The Nation. Elle explique : « Une fois que j'ai attrapé l'esprit nationaliste, toute la littérature des malheurs et des souffrances des Irlandais m'a passionnée. C'est là que j'ai découvert que je pouvais écrire de la poésie ». Le premier poème qu'elle envoie à The Nation est une traduction de l'allemand, « The Holy War », le 21 février 1846, sous le pseudonyme John Fanshaw Ellis. Speranza est son « nom de guerre, or plutôt son nom de vers ». Son motto est « Fidanza, Speranza, Costanza » (Foi, Espoir, Constance). Dans la rubrique « Réponses aux correspondants », Duffy demande à ce John Fanshaw Ellis se présente aux locaux de The Nation, au 4 D'Olier Street. Jane Elgee ne peut s'y rendre, car sa famille désapprouve son engagement politique.
C'est un de ses oncles qui découvre un jour la contribution de Jane Elgee à The Nation : « Un jour, mon oncle est entré dans ma chambre et a trouvé The Nation sur ma table. Puis il m'a accusée d'y contribuer, déclarant en même temps qu'un papier aussi séditieux n'était bon qu'au feu. Le secret étant révélé dans ma propre famille, il n'y avait plus grand intérêt à ce que je me dissimule, et j'autorisai mon éditeur à faire appel à moi ». Oscar et Duffy la comparent plus tard à Elizabeth Barrett Browning. Duffy écrit à propos de Jane Elgee : « Ses petites notes bien senties, scellées avec de la cire d'une teinte délicate, représentaient une force substantielle dans la politique irlandaise, la volonté véhémente d'une femme de génie ».
Elle traduit des poèmes en russe, en turc, en espagnol, en allemand, en italien et en portugais. Elle signe parfois « Albanus » ou « A ». En 1847, le sol irlandais produit des céréales, de la viande et des produits laitiers de haute qualité. Les propriétaires fonciers vendent la majeure partie de la production à l'étranger. Le prix du grain est artificiellement gonflé lors des campagnes contre les Français et représente une culture de rente destinée à l'exportation. La population irlandaise passe de 5 millions en 1800 à 8 millions en 1841. Les familles exploitent des milliers de petites exploitations subdivisées, la moitié couvrant moins de 5 acres, et survivent grâce à la récolte de pommes de terre. La famine frappe l'Irlande à partir de 1845 et les années qui suivent. Jane Elgee s'inspire de ce contexte tragique pour écrire ses premières poèmes originaux, publiés dans le journal : « Forward ! », « The Lament » (une critique de Daniel O'Connell qui s'avère de plus en plus inefficace : « disparu pour nous... mort pour nous... celui que nous adorions »), « The Voice of the Poor », « The Famine Year » (sur l'arrivée de « majestueux bateaux qui emportent notre nourriture »), « The Exodus », « The Brothers » (une ballade entraînante faisant l'éloge de Henry et John Sheares, avocat et procureurs, tous deux Irlandais unis pendus pour leur rôle dans le soulèvement de 1798), « The Enigma » (à propos des vivants qui envient les morts car l'abondance de l'Irlande est « volée pour flatter la fierté de l'étranger ». Elle déplore la perte « des jeunes hommes et des hommes forts » qui « crient famine et meurent, faute de pain dans leur propre riche pays »). Jane Elgee admire l'Église catholique romaine, qui « comprend si bien le fonctionnement des rouages les plus intimes de notre nature humaine complexe ». En revanche, elle considère le protestantisme comme « sévère, froid et logique », des traits qui lui importent peu.

#### Procès de Charles Gavan Duff
La famine atteint son point critique en février 1847, au même moment où se propage une épidémie de typhus. Le nouveau gouvernement whig décide de mener une politique non-interventionniste, qui a pour effet d'aggraver encore plus la situation pour la population irlandaise.
Les bureaux de The Nation sont perquisitionnés en juillet 1848. Charles Gavan Duffy est arrêté et inculpé en vertu du nouveau Treason Felony Act pour avoir publié un article prônant l'abrogation de l'Acte d'Union, un crime passible de la peine de déportation. La direction de la rédaction passe aux mains de sa belle-sœur Margaret Callan, aidée par Jane Elgee. Cette dernière publie le 22 juillet « The Challenge to Ireland », et la semaine suivante « Jacta Alea Est », un véritable appel à armes qu'elle ne signe pas : « O ! pour cent mille mousquets, scintillant à la lumière du ciel, et les barricades monumentales s'étendant sur chacune de nos nobles rues désolées à cause de l'Angleterre ... Y a-t-il un homme qui pense que l'Irlande n'a pas été suffisamment insultée, n'a pas été suffisamment dégradée dans son honneur et ses droits, pour l'excuser maintenant de se retourner férocement contre son oppresseur ? ». Les autorités détruisent toutes les copies sur lesquelles ils peuvent mettre la main[réf. souhaitée].
La loi Habeas Corpus vient d'être suspendue, ce qui facilite l'arrestation et la détention de toute personne soupçonnée de fomenter un soulèvement. 1848 est une année de révolution : en Sicile et à Naples, Paris, Vienne, Berlin, Prague, Budapest, Munich. Le propriétaire terrien du comté de Limerick et ancien député William Smith O'Brien prend les routes, prêche la révolution et rassemble des partisans. Arrivé à Tipperary, il est suivi par 6000 hommes, qui rentrent cependant rapidement chez eux parce qu'il ne peut pas les nourrir. Quatre douzaines restent. Ils rencontrent une unité de la Royal Irish Constabulary à Ballingarry dans le comté de Tipperary le 30 juillet 1848. Des gendarmes se réfugient au domicile de la veuve Margaret McCormack. L'escarmouche est matée en quelques heures et bientôt appelée « La bataille du potager de la veuve McCormack's ». Jane Elgee se rappelle l'évènement : « Ballingarry nous a tous achevés. Je n'ai plus jamais ri de bon cœur après ça ». Le gouvernement britannique inonde l'Irlande de milliers de soldats supplémentaires : « Cinquante mille soldats ont été récemment requis dans notre petite Irlande, large de seulement quelques centaines de miles, pour garder les greniers des riches des mains maigres des pauvres ; et chaque pomme de terre était surveillée par un policier, et chaque navet par un dragon, et aucun porc ne pouvait aller au marché sans une escorte de cavalerie ».
L'article « Jacta Alea Est » est utilisé lors du procès de Charles Gavan Duffy pour prouver le caractère séditieux du journal. Jane Elgee se sent obligée d'intervenir. Alors qu'elle se tient dans la tribune du public de la salle d'audience, lorsque l'accusation est lue, elle s'identifie comme l'auteur de l'article. Cependant plusieurs journaux suggèrent qu'on l'empêche plutôt de prendre la parole. Isaac Butt qui représente Duffy informe le tribunal qu'il peut prouver si nécessaire que cet article a été écrit « par une personne de la gent féminine », ajoutant qu'à ce titre elle n'est « a priori pas une opposante très redoutable à toute la puissance militaire de la Grande-Bretagne ». L'accusation est abandonnée à la hâte. Jane Elgee apprécie la notoriété : « Je pense que ce morceau d'Héroïsme fera une bonne scène quand j'écrirai ma vie » plaisante-t-elle, mais elle est découragée par le fait que « notre grande Révolution en soit arrivée à se protéger derrière un nom de femme ». Duffy est jugé six fois, et chaque procès échoue à chaque fois. Il est libéré en avril 1849. Mais le mouvement Young Ireland est dissous[réf. souhaitée].

### Vie de jeune femme célibataire et traductions

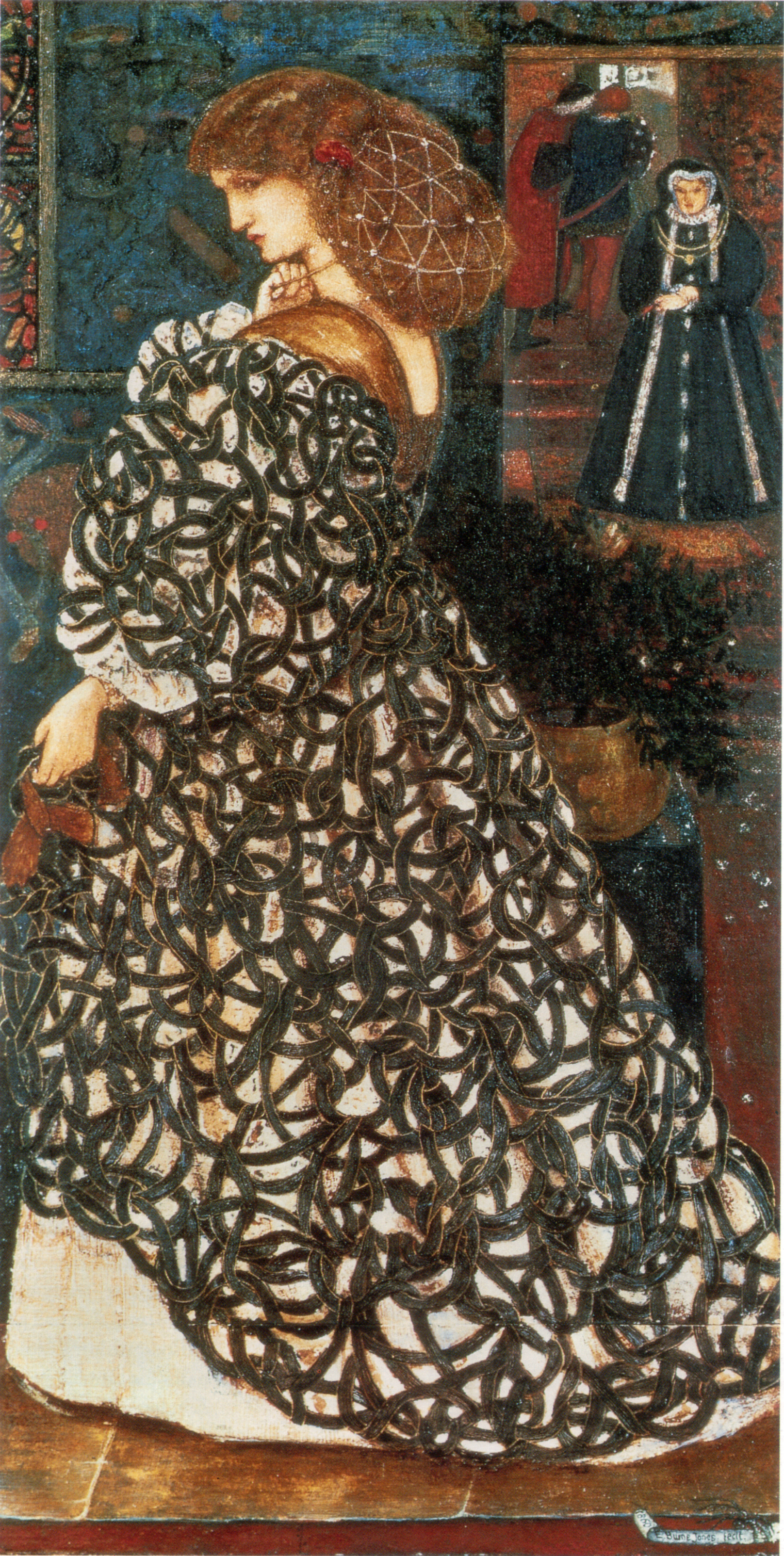
Sidonia von Borcke, Edward Burne-Jones (1860).

Jane Elgee reçoit une commande pour traduire le roman Sidonia von Bork écrit en 1848 par Wilhelm Meinhold, sur le procès en sorcellerie d'une aristocrate poméranienne du XVIIe siècle. Sidonia the Sorceress est publié en 1849 et devient culte parmi les préraphaélites, inspirant Edward Burne-Jones à peindre les portraits jumeaux de Sidonia et de sa sœur Clara. En 1893, William Morris, avec Kelmscott Press, réimprime la traduction de Jane Elgee dans une belle édition. L'acceptation d'Oscar par ce groupe a beaucoup à voir avec le statut élevé accordé à sa mère en tant que traductrice d'un de leurs textes clés. Elle traduit ensuite Pictures from the First French Revolution d'Alphonse de Lamartine en 1850.

« Écrire pour de l'argent est une chose très ennuyeuse quand on compare cela au fait d'écrire pour une Révolution » écrit-elle à John Hilson, un ami écossais qu'elle n'a rencontré qu'une seule fois et avec qui elle correspond durant 3 décennies, « j'aimerais en déclencher une autre ». Elle lui raconte sa routine précise : 
« Je me lève à 10 heures ou souvent 11 heures, descends au petit-déjeuner que maman a tout préparé pour moi, trouve des lettres, des papiers, des notes sur la table qui m'attendent, parfois un cachet de la poste écossais, qui me fait toujours plaisir. Petit-déjeuner fini, je plonge dans mon encrier. La solitude règne dans le salon jusqu'à deux heures, car chacun sait que je n'admets aucun visiteur avant cette heure. Je monte livres et papiers, nettoie rapidement la table de toute activité littéraire et disparais dans ma chambre pour m'habiller. À trois heures, je descends, mais les visiteurs appellent à cette heure-là, sachant que je suis visible. À partir de là jusqu'à cinq heures, la journée est complètement oisive, occupée soit avec des visiteurs, soit avec des visites, soit avec des achats, une promenade ou quelque flânerie complète, en somme, car je n'écris efficacement que dans le confort du relâchement d'un peignoir. Nous dînons entre cinq et six heures, après quoi j'ai toute la soirée pour moi. Maman fait la sieste jusqu'au thé à huit heures. Je lis ou j'écris dans ma chambre, descends prendre le thé, le crayon et le livre éternellement à la main, je reprends la plume jusqu'à onze heures lorsque Maman part se coucher - Je vais dans ma chambre où la lumière de ma lampe peut être vue de voisins attentifs de minuit jusqu'à trois heures du matin. Pour tout dire, je n'ai jamais la moindre envie de me coucher la nuit ou de me lever le matin ».
Elle déteste sa « vie oisive de femme » et en veut aux « vies insipides » imposées aux femmes : « Les dames de Dublin tiennent plus à une valse avec un dragon moustachu qu'à toute la littérature d'Europe réunie ». En avril 1850 elle écrit un article sur les femmes pour The Nation. Elle déplore l'« oisiveté de la population des femmes », qui mènent des vies « de vacuité, d'inanité, de vanité, d'absurdité et d'oisiveté », et les incite à « s'allier entre elles pour organiser quelque noble vocation qui les rendrait indépendantes du mariage commercial » : « Beaucoup doit être fait pour les femmes. À l'heure actuelle, elles n'ont ni dignité ni position. Toutes les voies vers la richesse et le rang leur sont fermées. L'État ne tient compte de leur existence que pour leur nuire par ses lois ».
Elle participe au tourbillon social des bals et du théâtre. La mode du jour, qu'elle suit jusqu'à la fin de sa vie, est à l'abondance de volants et de fanfreluches, aux couleurs vives, aux coiffes élaborées et aux longs rubans traînants : « La beauté est la grande caractéristique des Belles de Dublin, moi je les laisse tranquilles en possession de leur domaine et je me contente d'une souveraineté incontestée sur le mien ».

### Mariage au Dr William Wilde

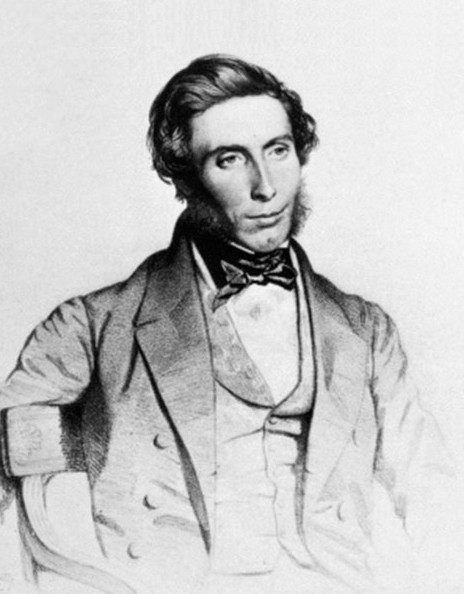
Dr William Wilde.

Jane Elgee, toujours célibataire à 28 ans, se lamente : « En amour j'aime me sentir esclave, la difficulté est de trouver quelqu'un capable de me gouverner. Je les aime quand je sens leur pouvoir ». Elle continue : « Mon âme a besoin d'adorer ; cela semble l'accomplissement de mon être ». Jane Elgee est décrite comme ayant « une apparence extrêmement attrayante et une conversation brillante ». Denis Florence McCarty la décrit comme « talentueuse », mais « belle et terrible comme une Amazone ».
Dr William Wilde inclut dans son ouvrage The Beauties of the Boyne, and its Tributary, the Blackwater une citation du poème de Speranza « Ruins ». Reconnaissante, elle fait une critique élogieuse de cet « auteur accompli » dans The Nation le 15 septembre 1849. Jane Elgee décrit William à son ami John Hilson : « C'est une célébrité - un homme éminent dans sa profession, d'une intelligence aiguë et d'un grand savoir, le meilleur causeur de notre métropole, et auteur de nombreux livres, littéraires et scientifiques ».
Le 12 novembre 1851, à huit heures du matin, William Wilde et l'oncle de Jane Elgee, John Elgee, arrivent au 34 Leeson Street où ils viennent chercher Jane Elgee pour le mariage qui a lieu à neuf heures à l'église Saint-Peter à Aungier Street, où Charles Maturin sert comme vicaire anglican les dix-huit dernières années de sa vie. Le mariage est célébré par le frère du marié, le révérend John M. Wilde. Jane Elgee porte une « robe somptueuse en dentelle de Limerick » avec un voile assorti porté sous une couronne de fleurs blanches. Mais à onze heures, Jane Elgee reprend sa tenue de deuil, qu'elle porte depuis le décès récent de Sarah. Le deuil empêche les mariés de célébrer un mariage trop fastueux. Les quelques invités, principalement de la famille, prennent ensuite la route de Glebe House où ils prennent ensemble un petit-déjeuner de fête. Dans une lettre à Emily Warren, l'oncle John Elgee décrit le mariage auquel elle n'a pas assisté, peut-être par inimitié pour Jane Elgee. Il écrit : « Si elle avait épousé un homme d'esprit inférieur, il serait tombé dans l'insignifiance ou leur lutte pour la supériorité aurait été terrible ». Du haut de son presque mètre 80 (6 feet), elle dépasse son svelte mari[réf. souhaitée].
Après leur mariage, William et Jane Elgee emménagent au 21 Westland Row, au cœur de Dublin. Elle écrit : « Ma grande âme est prisonnière de mon destin de femme. Rien ne m'intéresse plus que de le rendre [William] heureux - pour cela, je pourrais me tuer ». Dans Reminiscences, la poétesse Katharine Tynan décrit une occasion où son père Andrew Cullen Tynan, un éleveur de bétail et nationaliste enthousiaste qui admire Jane Elgee, la repère, « se frayant un chemin, comme n'importe quel homme... dans un banquet ». Il admet avec regret qu'il l'« aime toujours » bien qu'elle l'ait déçu. Les fêtes les plus prestigieuses ont lieu au château de Dublin, un siège du pouvoir important que Jane Elgee souhaitait encore récemment voir entouré de barricades et incendié : « Je suis allée à la dernière invitation au château et Lord Aberdeen a souri très malicieusement alors qu'il se penchait pour embrasser ma joue. J'ai souri aussi et j'ai pensé à Jacta Alea Est ».
Elle traduit The Glacier Land d'Alexandre Dumas en 1852, et elle commence à travailler sur une traduction révisée du latin original de Heaven and Hell d'Emmanuel Swedenborg. Sa critique du « récit personnel » du chirurgien qui accompagne son intrépide cousin Robert McClure parait dans le Dublin University Magazine. Elle fait la critique de The Dramas of Calderon dans la même publication.

### Grossesses

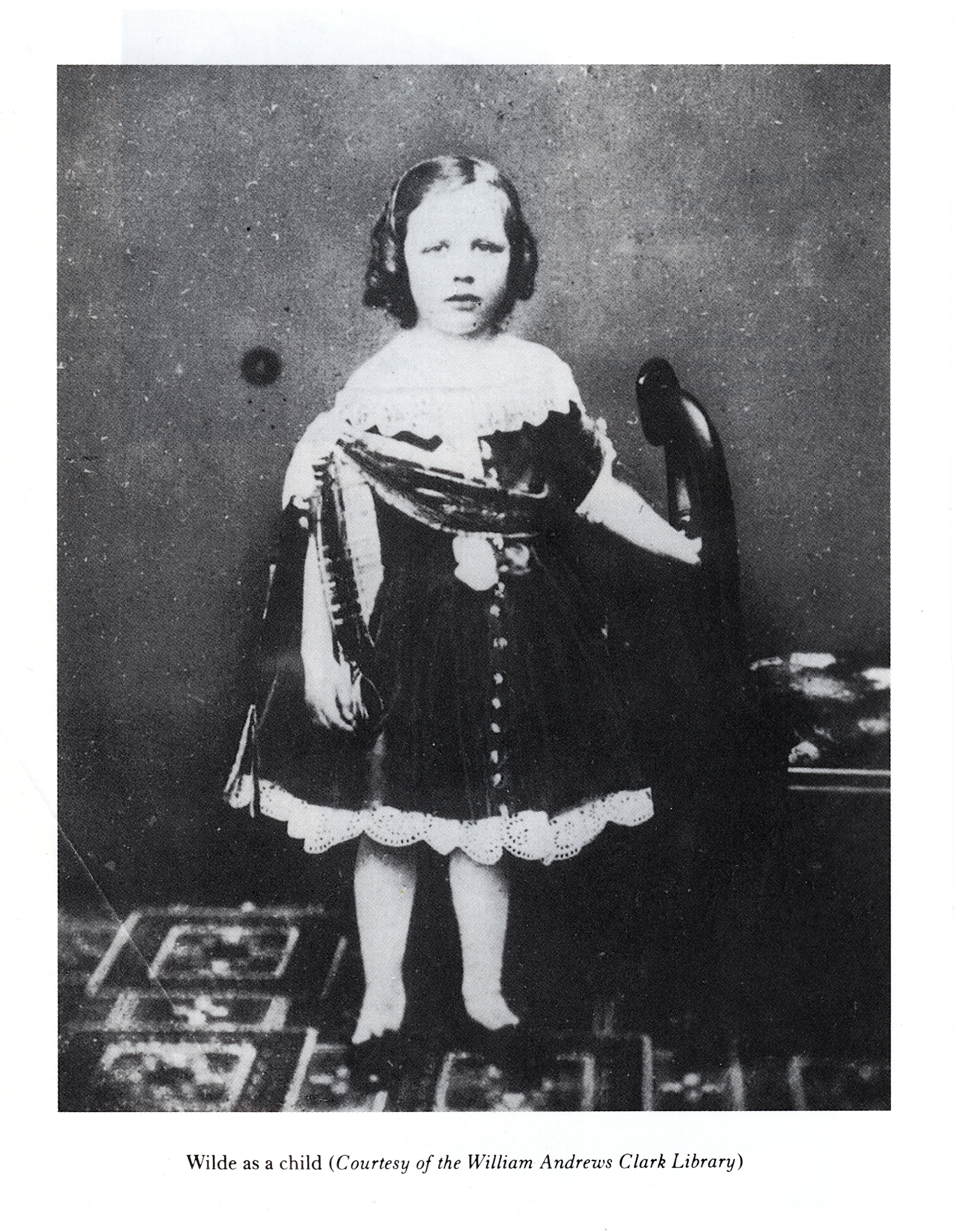
Oscar Wilde enfant, William Andrews Clark Library.

Le premier enfant de William et Jane Elgee, William Charles Kingsbury Wills Wilde naît le 26 septembre 1852. Jane Elgee est submergée par l'émotion : « Quelle richesse et quelle plénitude enchanteresse ces enfants donnent à la vie. C'est comme le retour d'une seconde jeunesse. Espoir, Énergie, Dessein, tous se réveillent avec un objet plus noble que jamais ». Regardant son fils en bas âge, elle se demande : « Comment se fait-il que je sois captivée par ces petites mains ? Y avait-il une nature de femme en moi après tout ? ». Elle a de grandes ambitions pour Willie, et elle décide de « l'élever en héros et en président de la future République d'Irlande ». La maternité force Jane Elgee à réévaluer tout ce qui l'a autrefois intéressée : « Eh bien, eh bien, après avoir parlé de politique, de patriotes, de poésie, d'amour, de littérature, d'intellect, rien ne remplit le cœur comme un tout petit enfant ». Mais la domesticité seule ne la comble pas totalement : « Je n'ai pas encore accompli mon destin. La bouillie et la nurserie ne peuvent pas m'achever ».
Leur second fils, Oscar Fingal O'Flahertie Wills Wilde naît le 16 octobre 1854. Jane Elgee est « liée cœur et âme au foyer par les petites mains du petit Willie et comme si ces mains douces ne suffisaient pas, me voici - moi, Speranza - berçant également un berceau... dans lequel repose mon deuxième fils ». Jane Elgee est préoccupée par les nouvelles inquiétantes venues de Crimée, où une guerre sanglante et des maladies endémiques prennent la vie de milliers de jeunes hommes. Elle dit de ses garçons : « Si je ne peux que les rendre sages et bons, il me semble que c'est bien tout ce qui peut être fait dans ce bref moment qu'est notre vie ». Elle déplore sa vie intellectuelle passée : « Je regarde en arrière vers le passé comme vers une existence antérieure et je m'émerveille de ce que j'étais alors ». Il est fort possible qu'elle souffre d'une légère dépression post-partum, dont elle présente de nombreux symptômes.
En 1855, la famille déménage au 1, Merrion Square, une grande maison d'angle dans l'un des quartiers les plus en vogue de la ville. Jane Elgee la décrit comme ayant « de belles chambres et la meilleure situation à Dublin ». La famille engage six domestiques, une gouvernante allemande et une servante française : tant William que Jane Elgee tiennent à favoriser la maîtrise des langues chez leurs enfants. Le troisième étage sert de cabinet de consultation, relié par un escalier de service au bureau de William, un sanctuaire où il se retire pour écrire en paix. Le reste de la maison est le domaine de Jane Elgee. Des balcons fleuris donnent sur la grande étendue de Merrion Square. Elle remplit les pièces d'imposants meubles en noyer et en acajou, pose des tapis turcs colorés et couvre les murs de riches peintures à l'huile, dont beaucoup sont des portraits de leurs plus illustres connaissances. La salle à manger du premier étage est utilisée pour les soupers du samedi qui durent de 18h30 à 23h et réunissent une douzaine « d'hommes intelligents et savants » qui discutent « de tous les sujets d'actualité et de la littérature et de la science du jour ».
Leur fille Isola Francesca Emily nait le 2 avril 1857. Jane Elgee l'appelle « le trésor de la maison », ajoutant « elle a de beaux yeux et promet d'avoir un intellect des plus aigus - ces deux dons suffisent à n'importe quelle femme ». Sa recette pour l'harmonie familiale est très peu orthodoxe : « La meilleure chance, peut-être, d'atteindre le bonheur domestique est que toute la famille soit bohème, et intelligente, et que tous ses membres jouissent entièrement d'une vie variée, spontanée, téméraire, de travail et de gloire, indifférents à tout sauf aux intenses moments d'applaudissements du public ».

### Difficile équilibre entre vie littéraire et vie de famille

#### Correspondances et voyages

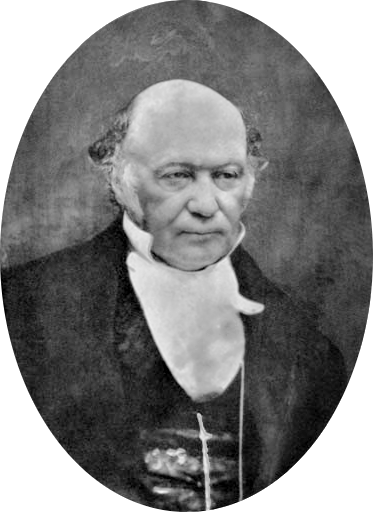
William Rowan Hamilton.

Jane Elgee lie une forte amitié avec le physicien, astronome et mathématicien Sir William Rowan Hamilton. Hamilton rencontre Jane Elgee lors d'un dîner organisé par le colonel Thomas Larcom, sous-secrétaire pour l'Irlande, et sa femme Georgina le 13 avril 1855. A son grand étonnement, après avoir été seulement vaguement présentés, cette « dame très étrange et originale » lui demande s'il souhaite être le parrain de son « jeune païen ». Il est encore plus interloqué d'apprendre que cet enfant doit recevoir un « nom de baptême long, ou une suite de noms, dont les deux premiers sont Oscar et Fingal ! » Bien qu'il refuse, Jane Elgee ne lui en veut pas et s'en fait apprécier en exprimant son admiration pour la poésie composée par sa défunte sœur. A leur rencontre suivante, il lui offre une copie dédicacée des poèmes d'Eliza Hamilton. Les lettres de William Hamilton à Jane Elgee démontrent une grande estime pour son intellect. Il se sent libre de discuter de n'importe quel sujet avec elle et inclut dans ses lettres des citations en latin et en grec, qu'il sait ne pas avoir à traduire. Les traits qu'il admire chez Jane Elgee ne sont généralement pas valorisés chez les femmes victoriennes. Il la décrit comme « si intrépide qu'elle en devient amusante, originale et réfractaire », et il admire le fait qu'elle apprécie « faire sensation ». Bien que leurs opinions politiques soient en désaccord, cela ne constitue pas un obstacle à leur amitié. Elle lui envoie son poème de seize strophes « Shadows from Life » qu'il qualifie de « merveilleusement beau ». Il suggère plusieurs changements qu'elle effectue. Il lui présente le poète Aubrey de Vere.
Peu de temps après l'arrivée d'Isola, Jane Elgee noue une amitié avec une jeune Suédoise progressiste nommée Charlotte « Lotten » von Kraemer. Comme Lotten souffre d'une douloureuse affection de l'oreille, déclenchée par une crise de scarlatine à l'adolescence, on lui conseille de consulter le Dr William Wilde, l'un des principaux spécialistes européens de l'audition. Elle et son père, le baron Robert Fredrik von Kraemer, gouverneur d'Uppsala, arrivent à l'heure du déjeuner un dimanche de juillet 1857. Ils sont surpris d'apprendre que la maîtresse de maison n'est pas encore levée. On les fait monter dans le bureau de William. Il arrive, tenant un « petit garçon indiscipliné » par la main et portant un garçon plus petit dans ses bras. C'était Oscar, pas encore trois ans, avec « des cheveux bruns bouclés et de grands yeux rêveurs ». Lotten est émue par la chaleureuse affection que William montre à ses fils. Il les invite à revenir pour le dîner et propose à sa femme de les emmener faire un tour de Dublin. Elles discutent de la question du droit des femmes : « Les femmes intelligentes et intellectuelles occupent en Suède une position beaucoup plus élevée dans la société que leurs sœurs littéraires en Angleterre. Elles sont honorées, valorisées et traitées avec une distinction considérable, uniquement en raison de leur appartenance à la pairie de l'intellect. En Angleterre la richesse, avec la lourde routine de la vie que la richesse implique, semble être la principale mesure du mérite et le plus haut niveau de perfection dans le cercle social ». Jane Elgee décide d'apprendre le suédois en auto-didacte et réussit à écrire quelques lettres dans cette langue, mais ne trouve pas le temps nécessaire pour la maîtriser totalement.
Lorsque Willie a six ans, Jane Elgee embauche une gouvernante anglaise, ce qui lui permet de voyager avec William. Au cours de l'automne 1859, ils visitent la Scandinavie. Jane Elgee dit de Stockholm « Je n'apprécierai plus jamais autant aucun endroit ». Elle est moins séduite par l'Allemagne. Des années plus tard, Jane Elgee organise ses journaux dans Driftwood from Scandinavia, un livre de voyage à succès modéré dans lequel elle exprime son admiration pour le statut élevé des femmes dans la société suédoise. Par l'intermédiaire de Lotten, Jane Elgee rencontre Rosalie Olivecrona, pionnière du mouvement suédois des droits des femmes et cofondatrice de Journal for the Home, une publication féministe « consacrée à la littérature générale et à l'avancement politique et intellectuel des femmes ». Bien que Jane Elgee ait dit à Lotten qu'elle a « peu de temps pour écrire ou même pour réfléchir », elle réussit à traduire de l'allemand les trois volumes de 1446 pages de The First Temptation; Or, "Eritis Sicut Deus" : A Philosophical Romance de W. Canz. L'incompatibilité entre vie littéraire et vie de famille la préoccupe : « Après tout, écrire est un don fatal pour une femme. Je serais une bien meilleure épouse, mère et chef de famille si je ne touchais jamais à un crayon. Je n'encouragerai jamais ma fille à devenir auteure ».

#### Organisation de réceptions littéraires
Lorsque Jane Elgee apprend que ses amies suédoises organisent régulièrement des réceptions littéraires, elle décide d'établir une « conversazione hebdomadaire » afin de « réunir tous les esprits pensants de Dublin ». L'Athenaeum décrit le 1 Merron Square comme « la première, et pendant longtemps la seule maison bohème de Dublin », mais exprime sa préoccupation : Jane Elgee a réuni tous ceux « que la prude Dublin avait jusqu'alors soigneusement séparés ». L'Irish Times attribue son succès à une absence de snobisme, « si fatale aux rassemblements mondains en Irlande ». Enthousiasmée par son initiative, Jane Elgee devient déterminée à être à la hauteur de sa maxime : « C'est la monotonie qui tue, pas la passion. Les gens stupides manquent de volonté de vivre, et ainsi ils perdent rapidement leur emprise sur leur vie. Les excellentes bonnes femmes, qui abandonnent la société et se consacrent exclusivement aux devoirs du foyer et de la maison, vieillissent si vite ».
Elle invite la romancière Rosa Mulholland Gilbert, les sœurs Henriette et Alice Corkran, Millicent Fawcett avec qui elle parle de la cause des femmes, et Anna Kingsford. Jane Elgee a toujours préféré la compagnie des hommes : « En règle générale, je ne supporte pas les filles ou les femmes » dit-elle à Henriette Corkran, « elles sont si fragiles, frivoles, sans objectif - elles accomplissent si rarement quoi que ce soit ».
En janvier 1964, William est fait chevalier en reconnaissance de ses services à la profession médicale et de son rôle clé dans la compilation des statistiques de recensement. Jane Elgee devient Lady Wilde[réf. souhaitée].

#### Éducation des enfants
Jane Wilde tient à inculquer l'amour de la littérature à ses enfants. Alors que Willie apprécie la ballade épique Lady Clare de Tennyson et Hiawatha de Longfellow, Oscar se souvient du recueil de Walt Whitman, Leaves of Grass qui lui est lu. Il le mentionne lorsqu'il rencontre son auteur dans le New Jersey en 1882[réf. souhaitée].
En mai 1862, les enfants attrapent tous la coqueluche et la famille passe quelques semaines dans le Connemara. Jane Wilde emmène les enfants dans la station balnéaire de Bray, où William possède quatre maisons mitoyennes en bord de mer. Ils reviennent à Bray en avril 1863, cette fois accompagnés d'une nouvelle gouvernante suisse. Jane Wilde s'inquiète pour Willie, qui a presque onze ans et est très intelligent mais excessivement turbulent : « même s'il m'obéit, il n'obéira guère à une gouvernante. Je sens que ce serait un risque de le laisser ». Elle a de grandes ambitions pour Oscar : « Willie est très bien, mais Oscar fera des choses merveilleuses ».
En février, elle envoie Willie douze ans et Oscar neuf ans seulement, à la Portora Royal School d'Enniskillen, un internat prestigieux situé à 100 miles au nord de Dublin. Le départ de ses fils lui libère du temps pour son travail littéraire et elle publie Poems, qu'elle dédie « à Willie et Oscar » : « Je leur ai fait prononcer clairement le mot PAYS. Je leur ai appris, assurément, qu'un pays est une chose pour laquelle les hommes doivent mourir s'il le faut ! ». Son volume mince est bien accueilli par la critique. La Dublin Review rend hommage à « l'influence extraordinaire » de ses poèmes « sur toutes les activités intellectuelles et politiques de la Young Ireland ».

### Affaire Mary Josephine Travers

#### Relation de Mary et William Wilde
D'après Josephine Mary Travers, en février 1862, William l'embrasse de force. Mary et Jane Wilde se disputent plusieurs fois au cours de l'été 1862. La première fois, dans le bureau de William, elle pince la joue de Mary : « Où voulez-vous emmener mon mari maintenant ? » Quelque temps plus tard Jane Wilde invite une « amie très spéciale » à monter dans sa chambre et est atterrée lorsque Mary fait irruption à ses côtés. Elle fait la lumière sur l'incident : « J'ai exprimé ma surprise. Mlle Travers a semblé avoir été très offensée... Je ne pense pas qu'elle ait dîné chez nous par la suite ». Le ressentiment de Mary s'accroit lorsqu'elle arrive pour emmener les enfants Wilde à la Chapelle Royale du château de Dublin et découvre que Jane Wilde est partie sans elle : « Nous n'étions plus amies depuis la querelle à propos de l'église ». Mary envoie une lettre à William réclamant la restitution d'une photographie qu'il lui aurait volée et déclare : « vous ne serez plus dérangée par moi ». 

#### Procès de Jane Wilde
Bouleversée, Jane Wilde part pour Bray avec Isola, mais Mary la suit et s'arrange pour que le pamphlet soit vendu dans la ville. Un vendeur de journaux sonne à la porte et admet qu'une dame lui a demandé de se rendre chez Jane Wilde. Jane Wilde écrit une lettre à Robert Travers :
« Monsieur - Vous n'êtes peut-être pas au courant de la conduite peu recommandable de votre fille à Bray, où elle fréquente tous les vulgaires garçons de journaux, les employant à diffuser des pancartes offensantes dans lesquelles elle indique qu'elle a eu une intrigue avec Sir William Wilde. Si elle veut se déshonorer, ce n'est pas mon affaire, mais comme son espoir en m'insultant est d'extorquer de l'argent, ce qu'elle a tenté plusieurs fois de faire avec Sir William Wilde, et avec des menaces de plus en plus agacées, je pense qu'il est juste de vous informer qu'aucune menace ou insulte supplémentaire ne pourra jamais nous extorquer quoi que ce soit ».
Toute l'Irlande est fascinée par l'affaire. L'Irish Times affirme qu'elle « a secoué la société à Dublin comme un coup de tonnerre ». Les journaux et leurs longs articles sont si prisés qu'on dit qu'un marché florissant émerge pour obtenir des copies d'occasion. Lorsque l'accusation s'ouvre devant une salle d'audience bondée, le sergent Armstrong accuse la lettre de Jane Wilde d'être diffamatoire et de très mal refléter le « caractère et la chasteté » de sa cliente. Pour lui le viol n'est plus à prouver, déclarant à propos de Mary : « Elle est entrée vierge. Mais elle n'est jamais repartie vierge », une mauvaise paraphrase de la chanson d'Ophelia dans Hamlet de Shakespeare. 
Le sergent Sullivan rétorque que Mary Travers était une connaissance de Lady Wilde qui « a pris ombrage de certains prétendus affronts qu'elle pensait s'être vu infligés, et à partir de ce moment-là, elle a conçu le désir de l'insulter et de l'ennuyer, de divers manières et moyens ». 
Isaac Butt soutient que l'intérêt de William pour Mary était innocent au début mais, après qu'ils se sont impliqués émotionnellement, plutôt que d'admettre la vérité, William a laissé sa femme seule face à une accusation de diffamation. Sa description de Jane Wilde comme une « Dame irlandaise de génie et d'intellect » est accueillie par de chaleureux applaudissements. 

### Mort d'Isola et William Wilde
Jane Wilde est bientôt préoccupée par la possibilité d'un nouveau soulèvement, cette fois orchestré par le mouvement républicain Fenian. Elle y est moins favorable : « Je ne suis pas fénienne et je désapprouve fortement leurs ambitions. C'est décidément un mouvement démocratique - et la gentry et l'aristocratie en souffriront beaucoup - leur objet est de former une République. Dieu me garde d'un République fénienne ! ».
En février 1867, la petite Isola, qui a eu de la fièvre mais semblait bien se rétablir, est envoyée chez sa tante Margaret Noble, la sœur de William et épouse du révérend William Noble, au Glebe à Edgeworthstown dans le comté de Longford. Le 23 février, deux mois avant son dixième anniversaire, la santé d'Isola se détériore de façon dramatique. William et Jane Wilde partent à son chevet aussi vite qu'ils le peuvent, mais elle meurt en quelques heures. Jane Wilde est dévastée par la perte de cet « enfant le plus adorable et le plus porteur d'espoir ». Décrivant Isola comme « l'ange radieux de notre maison - et si brillante, forte et joyeuse », elle parle d'un mauvais pressentiment qu'elle a ressenti des mois auparavant. Jane Wilde dit à Lotten : « une tristesse m'accable pour la vie, une douleur amère qui ne peut jamais être guérie ». Elle se console grâce à ses fils et assure à John Hilson : « Je crois que Dieu me les laissera car il me semble que je ne pourrais plus supporter plus de chagrin ». Le médecin qui soigne Isola pendant ses derniers jours la décrit comme « l'enfant la plus douée et la plus adorable » et se souvient de son frère de douze ans, Oscar, comme d'« un garçon affectueux, doux, réservé et rêveur dont le chagrin solitaire et impénétrable a trouvé son expression extérieure dans de longues et fréquentes visites sur la tombe de sa sœur dans le cimetière du village ». Isola est enterrée au cimetière Saint-John de Edgeworthstown.
Jane Wilde est au chevet de son mari quand il meurt le 19 avril 1876. Oscar est particulièrement marqué par la force de sa mère et sa dévotion envers William : « C'était une femme formidable, et un sentiment aussi vulgaire que la jalousie ne pouvait s'emparer d'elle. Elle était bien au courant des infidélités constantes de mon père, mais les a tout simplement ignorées ». Pendant les derniers jours de la vie de son mari, Jane Wilde permet à une femme, vêtue de noir et étroitement voilée, de s'asseoir à son chevet pendant de longues heures. Elle ne parle jamais ni ne lève son voile pour se faire connaître de Jane Wilde, Willie ou Oscar. Oscar croit que la générosité de Jane Wilde permet à William de mourir « le cœur plein de gratitude et d'affection pour elle » : « Pas une femme sur mille n'aurait toléré sa présence, mais ma mère l'a permis, car elle savait que mon père aimait cette femme et a estimé qu'il serait heureux et réconforté de l'avoir là près de son lit de mort ». Jane Wilde supporte seule les conséquences de la mauvaise gestion financière de William : « La perte plonge notre vie dans les ténèbres. J'ai l'impression d'être une naufragée. Une femme ressent sa position plus fatalement que tous les autres - une vie brisée, désolée, une fortune changée ». Son chagrin se mélange à la peur : « Alors que mes yeux sont aveuglés de larmes, mon cerveau, hélas, est rempli de nombreux soucis et d'angoisses tristes et déroutantes pour l'avenir ». William a contracté des hypothèques sur diverses propriétés, y compris la maison familiale au 1, Merrion Square. Henry Wilson rachète la maison pour permettre à Jane Wilde de ne pas se retrouver à la rue. En sécurité dans sa maison, Jane Wilde termine le dernier livre de William et y inclut un éloge funèbre.
De 1871 à 1874, Oscar étudie les humanités classiques à Trinity College, à Dublin. Il poursuit ses études au Magdalen College d'Oxford jusqu'en 1878. En juin 1878, Oscar est lauréat du prestigieux prix Newdigate pour son poème « Ravenna ». The Nation salue le triomphe de « M. Oscar Wilde, fils de notre poétesse nationale Speranza » : « Nous félicitons chaleureusement notre jeune compatriote pour son succès distingué, et nous félicitons également sa talentueuse mère pour un événement dont elle a une si bonne raison d'être fière ».

### Intérêt pour le folklore irlandais
Elle partage l'intérêt pour le folklore irlandais avec Bram Stoker, avec qui elle reste amie jusqu'à la fin de sa vie. Une lettre du père de Bram en témoigne : « Je suppose que vous avez dîné avec Lady Wilde comme d'habitude ». Certains éléments de l'ouvrage de Jane Wilde, Ancient Legends, Mystic Charms & Superstitions of Ireland, un ensemble d'histoires surnaturelles issues du folklore irlandais publié en 1887, trouvent leur écho dans le célèbre roman de Bram Stoker publié dix ans plus tard, Dracula. Bram est certainement au courant de l'observation de Jane Wilde : « dans les légendes et les superstitions de Transylvanie... beaucoup sont identiques à celles des Irlandais ». Selon elle « les morts ne sont que dans une transe, ils peuvent tout entendre mais ne peuvent faire aucun signe ». Ses descriptions de sorcières à cornes qui prélèvent le sang de leurs victimes pendant leur sommeil lui inspirent sûrement son histoire des « étranges sœurs », trois femmes vampires qui se nourrissent du sang des hommes. Alors qu'elle raconte des histoires d'hommes qui prennent la forme de loups et de chiens monstrueux et dévoreurs d'âmes, Dracula prend la forme d'un « immense chien ».
Avant de quitter Dublin, Jane Wilde publie le pamphlet « The American Irish ». Oscar en envoie un exemplaire à James Knowles, rédacteur en chef fondateur du magazine littéraire The Nineteenth Century : « J'aimerais tellement avoir le privilège de vous présenter ma mère - toutes les personnes brillantes devraient croiser leurs cercles, comme certaines des plus belles planètes ».

### Départ pour Londres
À la mort d'Henry Wilson, le 13 juin 1877, Willie hérite du 1 Merrion Square, ce qui lui permet de continuer à y habiter avec sa mère. Cependant, leur manque d'argent oblige Willie à vendre la maison en 1879 et à partir avec sa mère à Londres, où se trouve déjà Oscar. Apprenant que les huissiers sont arrivés, une bonne amie de Jane Wilde se précipite pour offrir un soutien moral. Dirigée à l'étage par un serviteur en larmes, elle découvre la maîtresse de maison allongée sur le canapé du salon, déclamant des passages du Prométhée enchaîné d'Eschyle. Une grande partie de la bravade de Jane Wilde est une façade et ses proches qui la connaissent bien se souviennent qu'elle est terriblement fatiguée à cette époque.
Jane Wilde arrive à Londres le 7 mai 1879 et reste au 13 Salisbury Street avec Oscar jusqu'à ce que la maison trouvée par Willie à Ovington Square soit prête. Enthousiaste, elle décrit Londres comme « la ville des lumières, du progrès et de l'intellect ». Elle s'impose comme collaboratrice régulière de la Pall Mall Gazette, du Burlington Magazine et du Queen, et écrit occasionnellement pour le Lady's Pictorial, le St. James's Magazine et le Tinsley's Magazine.
Oscar présente sa mère à ses amis de Londres. Louise Jopling se souvient : « Oscar m'a présenté Lady Wilde, et je n'oublierai jamais le ton fier et dévoué de sa voix lorsqu'il a dit "Ma mère" ». Lorsque Louise rend visite à Jane Wilde, elle est surprise de trouver sa maison dans l'obscurité alors qu'il fait grand soleil dehors. Jane Wilde est également présente à la soirée du réveillon de Noël organisée en l'honneur de la médaille Turner de Frank Miles, et elle prend régulièrement le thé avec les amies actrices d'Oscar.

### Dernières années
Elle meurt d’une bronchite chez elle, à Chelsea, sans avoir reçu l’autorisation de rendre visite à son fils alors emprisonné.

## Citations
« Le monde d'en haut est une réalité pour le paysan irlandais. Aucun peuple n'a une foi plus intense dans l'invisible. C'est leur tempérament religieux, si enfantin dans sa simplicité et sa confiance, qui seul rend supportable leur vie de privation, et leur permet d'affronter toutes les peines, même la mort, avec le pathétique fatalisme exprimé dans la phrase si souvent entendue de la bouche paysanne : "C'était la volonté de Dieu" ».

## Description par ses contemporains

### William Butler Yeats
« Quand on l'écoute [Jane Wilde] et qu'on se rappelle que Sir William Wilde était à son époque un conteur célèbre, on ne trouve pas si merveilleux qu'Oscar Wilde soit l'orateur le plus abouti de notre temps ».

### Sir William Rowan Hamilton
« Elle est en tout point un génie, et elle en est parfaitement consciente ».

### Charles Gavan Duffy
« Une grande fille... dont le port et la silhouette majestueux, les yeux bruns étincelants et les traits coulés dans un moule héroïque, semblaient dignes du génie de la poésie, ou de l'esprit de la révolution... L'esprit de la liberté irlandaise incarné dans une femme majestueuse et belle ».

### Alexander Martin Sullivan
« Jeune, belle, très instruite, douée des dons ou de l'intellect les plus rares, ses attraits personnels, son esprit cultivé, son originalité et sa force de caractère en font une figure centrale de la société dublinoise ».

### William Carleton
Il admire « le grand océan de son âme, le prodige le plus extraordinaire d'une femme que ce pays, ou peut-être n'importe quel autre, ait jamais produit ».

### Aubrey de Vere
« Elle doit certainement être une femme d'un vrai génie poétique pour avoir écrit quelque chose d'aussi beau et aussi plein de puissance et de grâce que le poème [Shadows from Life] ».

### Henriette Corkran
« Une femme très grande - elle mesurait plus d'un mètre quatre-vingt - elle portait ce jour-là une longue robe de soie cramoisie qui balayait le sol. Sa jupe était volumineuse ; en dessous, il devait y avoir deux crinolines, car quand elle marchait, il y avait un mouvement de gonflement particulier comme celui d'un navire en mer, les voiles gonflées de vent. Au-dessus du cramoisi étaient des volants de dentelle de Limerick, et autour de ce qui avait été autrefois une taille, une écharpe orientale, brodée d'or, était enroulée. Son beau visage long et massif était maquillé de poudre blanche ; sur les cheveux brillants noir corbeau était une couronne de lauriers dorés. Sa gorge était nue, ses bras aussi, mais ils étaient couverts de bijoux pittoresques ».

Jane était « un étrange mélange d'absurde, avec une pincée de génie » et « son discours un feu d'artifice vivant - brillant, fantaisiste et clinquant ».

### Rosa Mulholland Gilbert
« Elle était d'une nature bienveillante, et chaleureuse et sincère dans ses amitiés, elle avait un désir louable de faire de sa maison un centre social pour tous ceux qui étaient engagés dans des activités intellectuelles, ou intéressés par la littérature ou les arts ».

## Œuvres

### Traductions
- Sidonia the Sorceress de Wilhelm Meinhold (1849)
- Pictures from the First French Revolution d'Alphonse de Lamartine (1850)
- The Glacier Land d'Alexandre Dumas (1852)
- Heaven and Hell d'Emmanuel Swedenborg (1852)
- The First Temptation; Or, "Eritis Sicut Deus" : A Philosophical Romance de Wilhelmine Canz (1863)

### Récits de voyage
- Driftwood from Scandinavia (1884)

### Poésie
- Poems (1864)

### Au sujet de l'Irlande
- « The American Irish » (1879)
- Ancient Legends, Mystic Charms & Superstitions of Ireland (1887)